# Eugenia (estación)
Eugenia es una de las estaciones que forman parte del Metro de la Ciudad de México, perteneciente a la Línea 3. Se ubica al sur de la Ciudad de México, en la alcaldía Benito Juárez.

## Historia
El nombre de esta estación proviene de una antigua quinta, llamada Quinta Eugenia que se localizaba en las cercanías del actual Eje 5 Sur Eugenia. El icono de esta estación es una cigüeña relacionado con el nombre Eugenia que significa "la bien nacida". Forma parte de la cuarta ampliación de la línea 3 que va de Centro Médico a Zapata.

### Afluencia
La siguiente tabla muestra la afluencia de la estación en los últimos 10 años:
| Afluencia Anual de Pasajeros | Afluencia Anual de Pasajeros | Afluencia Anual de Pasajeros | Afluencia Anual de Pasajeros | Afluencia Anual de Pasajeros | Afluencia Anual de Pasajeros |
| ---------------------------- | ---------------------------- | ---------------------------- | ---------------------------- | ---------------------------- | ---------------------------- |
| Año                          | Afluencia                    | A Diario                     | Ranking                      | Incremento                   | Ref.                         |
| 2023                         | 4,165,742                    | 11,412                       | 109°/195                     | +6.38%                       | [ 3 ]                        |
| 2022                         | 3,915,748                    | 10,728                       | 111°/195                     | +38.69%                      | [ 3 ]                        |
| 2021                         | 2,823,476                    | 7,735                        | 115°/195                     | -20.91%                      | [ 4 ]                        |
| 2020                         | 3,569,934                    | 9,753                        | 104°/195                     | -46.72%                      | [ 5 ]                        |
| 2019                         | 6,700,579                    | 18,357                       | 97°/195                      | +0.09%                       | [ 6 ]                        |
| 2018                         | 6,694,794                    | 18,341                       | 95°/195                      | +0.21%                       | [ 7 ]                        |
| 2017                         | 6,659,665                    | 18,245                       | 96°/195                      | -0.92%                       | [ 8 ]                        |
| 2016                         | 6,721,700                    | 18,365                       | 99°/195                      | +0.78%                       | [ 9 ]                        |
| 2015                         | 6,669,576                    | 18,272                       | 98°/195                      | +0.17%                       | [ 10 ]                       |
| 2014                         | 6,658,355                    | 18,242                       | 104°/195                     | -0.80%                       | [ 11 ]                       |

## Conectividad

### Salidas
- Oriente: Eje 1 Poniente Avenida Cuauhtémoc y Eje 5 Sur Avenida Eugenia Colonia Vértiz-Narvarte.
- Poniente: Eje 1 Poniente Avenida Cuauhtémoc y Eje 5 Sur Avenida Eugenia Colonia Narvarte Poniente.